# Laura Restrepo
Laura Restrepo Casabianca (Bogotá, 1950) é uma escritora colombiana.

## Biografia
Graduou-se em Filosofia e Letras na Universidad de Los Andes e posteriormente fez uma pós-graduação em Ciências Políticas. Foi professora de Literatura na Universidad Nacional e na Universidad del Rosario.
Dedicou-se á vida política e ao jornalismo. Conciliou a militância política com as suas atividades como escritora e jornalista, sendo nomeada em 1983 membro da comissão negociante da paz entre o governo e o grupo guerrilheiro M-19. Em 2004 foi nomeada diretora do Instituto de Cultura y Turismo de Bogotá, porém renunciou pouco depois após ter sido galardoada com o Premio de Novela Alfaguara.
Em 1986 publicou seu primeiro livro: Historia de un entusiasmo, fruto de suas experiências com o M-19. teve que exilar-se no México e em Madrid até que o M-19 abandonou as armas e passou a ser um partido de oposição. Em 1997 ganha o Premio Sor Juana Inés de la Cruz (Feria Internacional del Libro de Guadalajara, México) pelo seu romance Dulce compañía. Em 1998 foi agraciada com o Prix France Culture outogardo pela crítica francesa ao melhor romance estrangeiro publicado na França. Em 2003 ganhou o Premio Arzobispo Juan Sanclemente, outorgado pelos alunos do Liceo de Santiago de Compostela ao melhor romance em língua espanhola, e em 2004 o Premio Alfaguara de Novela por Delirio, no qual ela explora o mundo do narcotráfico colombiano e as profundidades da mente humana através da história de um homem que busca devolver o juízo à sua esposa. Também escreveu diversos ensaios e um livro para crianças.
Em 2009 publicou a sua obra mais recente, o romance “Demasiados Héroes”. Restrepo situa essa obra nos tempos da ditadura argentina, de 1976 a 1983. Lorenza, uma escritora colombiana e Mateo, seu filho, viajam à Buenos Aires com o objetivo de encontrar o pai de Mateo, Ramón, um militante argentino, que os abandonou quando Mateo era apenas uma criança. Durante sua viagem, Lorenza conta a Mateo, entre outras histórias, como foi que seu pai o sequestrou para fazer com que ela voltasse ao seu lado, depois de sua separação. Esse romance mostra as diferenças entre as duas gerações, mãe e filho, assim como resistência às ditaduras e o jugo da memória.

## Obras
- Historia de un entusiasmo (1986).
- La isla de la pasión (1989).
- Las vacas comen espaguetis (1989). livro para crianças.
- En qué momento se jodió Medellín (1991). ensaio.
- Leopardo al sol (1993). Traduzido para o português sob o título de "O Leopardo ao sol" (Presença, 2002).
- «Ensayo» en Otros niños (1993).
- Dulce compañía (1995). Traduzido para o português sob o título de “Doce Companhia” (Record, 1997).
- La novia oscura (1999). Traduzido para o português sob o título de “A Noiva Escura” (Companhia das Letras, 2003) ou "A Noiva Obscura" (Presença, 2004).[1]
- La multitud errante (2001).
- Olor a rosas invisibles (2002).
- Delirio (2004). Traduzido para o português sob o título de “Delírio” (Companhia das Letras, 2008).
- Demasiados heroes (2009). Traduzido para o português de "Demasiados heróis" (Porto Editora, 2011).[2]
- Hot sur (2012)
- Pecado (2016)

### Como co-autora
- Once ensayos sobre la violencia (1985).
- Operación Príncipe (1988). Jornalismo.
- Del amor y del fuego (1991). Ensaio.